# 오성태
오성태(1972년 2월 15일 ~ )는 대한민국의 배우이다.

## 출연작

### 영화
- 《성난 화가》 (2015년) - 마리의 남편 역
- 《부곡 하와이》 (2015년) - 현수 역
- 《마이보이》 (2014년) - 직업군인 역
- 《청야》 (2013년) - 곽 주무 역
- 《무게》 (2013년) - 배우 남편 역
- 《짓》 (2013년) - 성필 역
- 《불륜의 시대》 (2013년)
- 《유신의 추억 - 다카키 마사오의 전성시대》 (2012년) - 하재완 역
- 《전망 좋은 집》 (2012년) - 태석 역
- 《거지같은 놈》 (2011년) - 커플남 역
- 《모차르트 타운》 (2011년) - 일환 역
- 《댄스 타운》 (2011년) - 오성태 역
- 《애니멀 타운》 (2011년) - 김형도 역
- 《여의도》 (2010년) - 브로커 역
- 《꿈은 이루어진다》 (2010년) - 남측 수색대 3 역
- 《토끼와 리저드》 (2009년) - 어린 메이 부 역
- 《천국의 셋방》 (2007년) - 준치 역
- 《비디오를 보는 남자》 (2003년) - 친구 1 역
- 《이것이 법이다》 (2001년) - 특수부 5 역

### 드라마
- 《에이스》 (2015년, SBS) -  박성재 역
- 《더킹 투하츠》 (2012년, MBC) - 현명호 비서 역
- 《빛과 그림자》 (2011년, MBC) - 강만식 운전기사 역
- 《동정부부 요안 루갈다》 (2010년, 평화방송) - 김승준 역

### 뮤직비디오
- 김종서 - 다이아몬드 포에버 (2005년)